# Ordlista
En ordlista innehåller normalt information om ords stavning och böjning, alltså rent formmässig information och ger endast en kortfattad (eller ingen) betydelseuppgift, ofta med ett enda exempel.
En ordlista skiljer sig från en ordbok som förklarar ordets betydelse och användning, ofta med ett flertal exempel.
Den mest kända svenska ordlistan är Svenska Akademiens ordlista över svenska språket, som finns tillgänglig på nätet. Akademien ger även ut Svenska Akademiens ordbok.